# Echinochalina
Echinochalina är ett släkte av svampdjur. Echinochalina ingår i familjen Microcionidae.
Kladogram enligt Catalogue of Life:
| Echinochalina | \| \| Echinochalina anomala \| \| \| \| \| \| Echinochalina australiensis \| \| \| \| \| \| Echinochalina barba \| \| \| \| \| \| Echinochalina bargibanti \| \| \| \| \| \| Echinochalina bispiculata \| \| \| \| \| \| Echinochalina collata \| \| \| \| \| \| Echinochalina favulosa \| \| \| \| \| \| Echinochalina felixi \| \| \| \| \| \| Echinochalina gabrieli \| \| \| \| \| \| Echinochalina intermedia \| \| \| \| \| \| Echinochalina isaaci \| \| \| \| \| \| Echinochalina isochelifera \| \| \| \| \| \| Echinochalina laboutei \| \| \| \| \| \| Echinochalina melana \| \| \| \| \| \| Echinochalina mucronata \| \| \| \| \| \| Echinochalina oxeata \| \| \| \| \| \| Echinochalina reticulata \| \| \| \| \| \| Echinochalina ridleyi \| \| \| \| \| \| Echinochalina spongiosa \| \| \| \| \| \| Echinochalina tuberosa \| \| \| \| \| \| Echinochalina tubulosa \| \| \| \| |
|               | \| \| Echinochalina anomala \| \| \| \| \| \| Echinochalina australiensis \| \| \| \| \| \| Echinochalina barba \| \| \| \| \| \| Echinochalina bargibanti \| \| \| \| \| \| Echinochalina bispiculata \| \| \| \| \| \| Echinochalina collata \| \| \| \| \| \| Echinochalina favulosa \| \| \| \| \| \| Echinochalina felixi \| \| \| \| \| \| Echinochalina gabrieli \| \| \| \| \| \| Echinochalina intermedia \| \| \| \| \| \| Echinochalina isaaci \| \| \| \| \| \| Echinochalina isochelifera \| \| \| \| \| \| Echinochalina laboutei \| \| \| \| \| \| Echinochalina melana \| \| \| \| \| \| Echinochalina mucronata \| \| \| \| \| \| Echinochalina oxeata \| \| \| \| \| \| Echinochalina reticulata \| \| \| \| \| \| Echinochalina ridleyi \| \| \| \| \| \| Echinochalina spongiosa \| \| \| \| \| \| Echinochalina tuberosa \| \| \| \| \| \| Echinochalina tubulosa \| \| \| \| |
|               | Antho |
|               | |
|               | Artemisina |
|               | |
|               | Clathria |
|               | |
|               | Echinoclathria |
|               | |
|               | Halme |
|               | |
|               | Holopsamma |
|               | |
|               | Ophlitaspongia |
|               | |
|               | Pandaros |
|               | |
|               | Rhaphidophlus |
|               | |
|               | Sigmeurypon |
|               | |
|               | Stylotellopsis |
|               | |
|               | Echinochalina anomala |
|               | |
|               | Echinochalina australiensis |
|               | |
|               | Echinochalina barba |
|               | |
|               | Echinochalina bargibanti |
|               | |
|               | Echinochalina bispiculata |
|               | |
|               | Echinochalina collata |
|               | |
|               | Echinochalina favulosa |
|               | |
|               | Echinochalina felixi |
|               | |
|               | Echinochalina gabrieli |
|               | |
|               | Echinochalina intermedia |
|               | |
|               | Echinochalina isaaci |
|               | |
|               | Echinochalina isochelifera |
|               | |
|               | Echinochalina laboutei |
|               | |
|               | Echinochalina melana |
|               | |
|               | Echinochalina mucronata |
|               | |
|               | Echinochalina oxeata |
|               | |
|               | Echinochalina reticulata |
|               | |
|               | Echinochalina ridleyi |
|               | |
|               | Echinochalina spongiosa |
|               | |
|               | Echinochalina tuberosa |
|               | |
|               | Echinochalina tubulosa |
|               | |

|  | Echinochalina anomala       |
|  |                             |
|  | Echinochalina australiensis |
|  |                             |
|  | Echinochalina barba         |
|  |                             |
|  | Echinochalina bargibanti    |
|  |                             |
|  | Echinochalina bispiculata   |
|  |                             |
|  | Echinochalina collata       |
|  |                             |
|  | Echinochalina favulosa      |
|  |                             |
|  | Echinochalina felixi        |
|  |                             |
|  | Echinochalina gabrieli      |
|  |                             |
|  | Echinochalina intermedia    |
|  |                             |
|  | Echinochalina isaaci        |
|  |                             |
|  | Echinochalina isochelifera  |
|  |                             |
|  | Echinochalina laboutei      |
|  |                             |
|  | Echinochalina melana        |
|  |                             |
|  | Echinochalina mucronata     |
|  |                             |
|  | Echinochalina oxeata        |
|  |                             |
|  | Echinochalina reticulata    |
|  |                             |
|  | Echinochalina ridleyi       |
|  |                             |
|  | Echinochalina spongiosa     |
|  |                             |
|  | Echinochalina tuberosa      |
|  |                             |
|  | Echinochalina tubulosa      |
|  |                             |